# جووانا کی روش
جووانا کی روش (انگلیسی: Giovana Queiroz؛ زادهٔ ۲۱ ژوئن ۲۰۰۳) بازیکن فوتبال اهل برزیل است.
از باشگاه‌هایی که در آن بازی کرده‌است می‌توان به باشگاه فوتبال زنان مادرید، باشگاه فوتبال زنان بارسلونا، و باشگاه فوتبال زنان اتلتیکو مادرید اشاره کرد.
وی همچنین در تیم‌های ملی فوتبال United States women's national under-17 soccer team, Spain women's national under-17 football team, Brazil women's national under-17 football team، و زنان برزیل بازی کرده‌است.